# 平板枋
平板枋（宋稱普拍枋），是平置于阑额之上，用于承托斗栱的构件，有時會被畫上彩繪。
平板枋這種建築結構最早见于唐，至明清时，变高变窄，其宽度已窄于额枋。清代李斗所著的《揚州畫舫錄．卷十七．工段營造錄》也有記載這種建築技術。